# 미농지
미농지 또는 미노와시(美濃和紙)는 닥나무 껍질을 재료로 만드는 화지의 일종이다.
나라 시대에 미노국의 국부가 소재한 후와군 다루이정 주변에서 만들어지기 시작했다. 1985년(쇼와 60년) 5월 22일 통상산업성(현 경제산업성)에 의해 전통공예품으로 인증받았다. 본(本) 미농지 제지기법은 1969년(쇼와 44년) 4월 15일 중요무형문화재로 지정되었다. 2014년 11월 26일에는 세키슈 반지, 와가지와 함께 "화지: 일본의 수록화지기술"이라는 이름으로 유네스코 무형문화유산으로 등재되었다.